# Boissy-Maugis
Boissy-Maugis – miejscowość i dawna gmina we Francji, w regionie Normandia, w departamencie Orne. W 2013 roku jej populacja wynosiła 367 mieszkańców. 
W dniu 1 stycznia 2016 roku z połączenia czterech ówczesnych gmin – Boissy-Maugis, Courcerault, Maison-Maugis oraz Saint-Maurice-sur-Huisne – powstała nowa gmina Cour-Maugis-sur-Huisne. Siedzibą gminy została miejscowość Boissy-Maugis. 